# 蕉溪镇
蕉溪镇，是中华人民共和国贵州省黔东南苗族侗族自治州镇远县下辖的一个乡镇级行政单位。

## 行政区划
蕉溪镇下辖以下地区：
蕉溪社区、蕉溪村、猛溪村、木元村、路溪村、洞脚村、木溪村、鱼塘村、茶园村、柳溪村、郎洞村、罗溪村、车溪村和田溪村。

## 交通
- 沪昆铁路：蕉溪站